# Cowboy like Me
"Cowboy like Me" is een nummer van de Amerikaanse singer-songwriter Taylor Swift. Het nummer werd uitgebracht als de elfde track op haar album Evermore uit 2020.

## Achtergrond
"Cowboy like Me" is geschreven door Swift en Aaron Dessner en geproduceerd door Dessner. Het nummer werd geschreven nadat Swifts vorige album Folklore in juli 2020 werd uitgebracht. Swift en Dessner bleven ook na dit album samenwerken: hij stuurde haar een aantal instrumentale tracks, waar zij een tekst bij schreef. Hierdoor ontstonden er spontaan een aantal nummers die in het verlengde lagen van de nummers op Folklore. Naast Swift en Dessner zijn ook Josh Kaufman en Justin Vernon te horen als muzikanten. Daarnaast verzorgt Marcus Mumford, zanger van Mumford & Sons, de achtergrondzang op het nummer. In tegenstelling tot de overige nummers op Evermore is "Cowboy like Me" opgenomen in de Scarlet Pimpernel Studios in Engeland, dat eigendom is van Mumford.
"Cowboy like Me" gaat over twee fictieve oplichters, waarbij het uit het perspectief van een van hen wordt verteld. De personages worden verliefd op elkaar en bezoeken resorts om mensen uit de hogere klasse te imponeren, om ze vervolgens te bedriegen en op te lichten. Ondertussen moeten zij ook omgaan met hun eigen problemen. Opvallend genoeg begint de tekst met het woord "and" (en), waaruit op te maken is dat het verhaal al langere tijd aan de gang is wanneer het nummer begint. Het nummer is een combinatie tussen alternatieve rock, blues, folkrock en country, waarbij vooral elementen uit West-Amerikaanse muziek gebruikt worden, zoals een lapsteelgitaar, een piano, een mondharmonica, een mandoline, rustige gitaren en brushes.
"Cowboy like Me" werd nooit uitgebracht op single, maar bereikte vanwege het grote aantal streams en downloads wel een aantal hitlijsten. Het kwam tot plaats 71 in de Amerikaanse Billboard Hot 100, en tot plaats 43 in de Canadese hitlijsten. Daarnaast werd de vijftiende plaats in de Amerikaanse Hot Rock & Alternative Songs-lijst gehaald. In Nederland werden geen hitlijsten gehaald, maar kwam het in 2021 wel binnen in de NPO Radio 2 Top 2000 op plaats 1965.

## NPO Radio 2 Top 2000
| Nummer met noteringen in de NPO Radio 2 Top 2000 | '21  | '22 | '23  | '24  |
| ------------------------------------------------ | ---- | --- | ---- | ---- |
| Cowboy like Me                                   | 1965 | -   | 1037 | 1027 |

1. ↑  Een '-' betekent dat het nummer niet was genoteerd en een vetgedrukt getal geeft de hoogste notering aan.
2. ↑  2021 was het eerste jaar met een notering voor dit nummer.